# Alfred Harold Albut
Alfred Harold Albut (1850, Bromsgrove - december 1916) was een Engels voetbalcoach van Newton Heath, tegenwoordig Manchester United.
Hij werd in 1892 de eerste trainer van het Newton Heath. Hij was ook secretaris van Newton Heath en hij is de eerste fulltime medewerker van de club. Als secretaris was hij in die periode verantwoordelijk voor de teamselecties. In 1900 nam hij ontslag bij Newton Heath. Hij was ook in de dienst bij Aston Villa FC voordat hij begon bij Newton Heath.
Albut overleed op 66-jarige leeftijd.

## Statistieken
| Statistieken              |                                                                  |
| ------------------------- | ---------------------------------------------------------------- |
| Eerste wedstrijd (coach)  | Newton Heath - Blackburn Rovers FC (3-4, 3 september 1892)       |
| Laatste wedstrijd (coach) | Newton Heath - Chesterfield FC (2-1, 28 april 1900)              |
| Totaal wedstrijden geleid | 278 wedstrijden (124x gewonnen, 47x gelijkspel en 107x verloren) |